# Crunk'n'b
Le crunk'n'b est un sous-genre du crunk et du RnB,. Le terme est employé pour la première fois en 2004 par Lil Jon, après qu'il a eu produit Yeah! pour Usher et l'album Goodies de Ciara.
Yeah! d'Usher et Goodies de Ciara, tous deux publiés au début de l'année 2004, font partie des premiers tubes à populariser le genre Le succès de Yeah!, qui reste 12 semaines consécutives à la 1re place du Billboard Hot 100, a un impact considérable sur le crunk'n'b. Des artistes comme Ciara et T-Pain commencent leur carrière musicale avec le crunk'n'b.
Lil Jon collabore par la suite avec d'autres artistes, dont les Ying Yang Twins, Bone Crusher, Lil Scrappy et David Banner, qui ont aussi aidé à populariser le crunk'n'b. Le genre rencontre le succès en 2007 avec Crank That (Soulja Boy) de Soulja Boy puis Love In This Club d'Usher en 2008. Au fil du temps, le crunk'n'b adopte des sonorités plus lisses et évolue vers le trap soul, un genre représenté par Bryson Tiller.